# Канова (Верона)
Канова је насеље у Италији у округу Верона, региону Венето.
Према процени из 2011. у насељу је живело 250 становника. Насеље се налази на надморској висини од 94 м.